# Oxford University Rugby Football Club
Oxford University Rugby Football Club, ou Oxford University RFC est le club de rugby à XV de l'université d'Oxford, basé dans la ville d'Oxford, en Angleterre.

## Histoire
Suivant une longue tradition, les étudiants participent activement aux activités sportives et aux loisirs. Par exemple, l'aviron est un sport populaire et il existe des compétitions entre collèges (les bumps races ou courses de bosses) et contre Cambridge (la Boat Race qui oppose tous les ans sur la Tamise à Londres les meilleurs rameurs des deux universités). Il existe également de nombreuses autres compétitions entre Oxford et Cambridge, appelées Varsity Matches, notamment des compétitions de rugby à XV, de cricket, d'échecs et de jeu de puce. Pour certains sports, participer à des compétitions contre d'autres universités donne le droit aux étudiants de demander une distinction spéciale, appelée blue, décernée par le Blues Committee constitué des capitaines des équipes des 13 sports les plus prestigieux. Il existe également de nombreuses associations consacrées au théâtre, comme le célèbre club de comédie Footlights.
Le club est fondé en 1869, soit trois ans avant le club de rugby de Cambridge. Le premier Varsity Match est disputé en 1872.

## Joueurs célèbres
De nombreux joueurs ont porté le maillot de leur équipe nationale, certains celui des Lions britanniques. On peut citer :
- Stuart Barnes
- Ian Buckett
- Troy Coker
- Simon Danielli
- Rob Edgerton
- David Evans (en)
- Phil de Glanville
- Simon Halliday
- Toshiyuki Hayashi
- Gary Hines
- David Humphreys
- Don James
- David Kirk
- Nick Mallett
- Niall Malone
- Prince Alexander Obolensky
- Katsuhiko Oku
- Anton Oliver
- Ronald Poulton-Palmer
- Gareth Rees
- Joe Roff
- Will Rowlands
- Richard Sharp
- Brian Smith
- Kevin Tkachuk
- Victor Ubogu
- Ian Williams
- Derek Wyatt
- Brett Robinson